# Asystel Volley 2008-2009
Questa voce raccoglie le informazioni riguardanti l'Asystel Volley nelle competizioni ufficiali della stagione 2008-2009.

## Stagione
La stagione 2008-09 è per l'Asystel Volley la sesta consecutiva in Serie A1; in panchina viene confermato Luciano Pedullà, mentre alla rosa vengono aggiunte giocatrici come Feng Kun, Margareta Kozuch, Anna Podolec e Valeria Rosso, che sostituiscono le uscenti Lindsey Berg, Katarzyna Skowrońska, Valeska Menezes, Ogonna Nnamani e Sanja Popović; tra le conferme quelle di Paola Cardullo, Sara Anzanello, Nataša Osmokrović, Paola Paggi e Cristina Barcellini.
Il campionato si apre con la sconfitta casalinga contro la Florens Volley Castellana Grotte, a cui però fanno seguito tre vittorie consecutive: un nuovo stop arriva alla quarta giornata ad opera del Giannino Pieralisi Volley, per poi proseguire con il successo sul Sassuolo Volley e una gara persa contro il Volley Bergamo; per il resto del girone di andata la squadra di Novara coglie esclusivamente successi, eccetto un'unica sconfitta contro il Robursport Volley Pesaro, chiudendo al terzo posto in classifica, utile per essere ripescata in Coppa Italia. Anche il girone di ritorno comincia con una sconfitta contro il club di Castellana Grotte, ma poi l'Asystel Volley inanella una lunga serie di successi consecutivi fino al termine della regular season, chiudendo al secondo posto. Nei quarti di finale dei play-off scudetto affronta il Sassuolo Volley, sconfitto in due gare, mentre nelle semifinali la sfida è contro il Volley Bergamo: dopo aver vinto gara 1, perde le due sfide successive, ma grazie alla vittoria in gara 4 e in gara 5, queste ultime giunte al tie-break, si qualifica per la finale scudetto; l'ultimo atto del campionato è però in favore delle avversarie rappresentate dalla squadra di Pesaro, che vincono le tre gare utili per conquistare il titolo di campione d'Italia.
Tutte le società partecipanti alla Serie A1 2008-09 sono di diritto qualificate alla Coppa Italia; l'Asystel Novara comincia la propria avventura dalla prima fase dove affronta la Florens Volley Castellana Grotte, la quale vince la gara di andata, ma perde quella di ritorno, qualificandosi per un miglior quoziente punti: la formazione di Novara accede quindi ai quarti di finale scontrandosi contro il Giannino Pieralisi Volley, ma anche in questo caso perde la gara di andata, ma vince quelle di ritorno, venendo estromessa però per un peggior quoziente set. Tuttavia, grazie al terzo posto in classifica al termine del girone di andata di campionato, viene ammessa ai quarti di finale: supera per 3-1 il Sassuolo Volley; in semifinale batte 3-1 il Volley Bergamo, mentre in finale è sconfitta dal Robursport Volley Pesaro per 3-0.
Grazie al quarto posto al termine della regular season e l'uscita nelle semifinali play-off scudetto nel campionato 2007-08, l'Asystel Volley ottiene il diritto di partecipazione alla Coppa CEV; il cammino delle piemontesi nella seconda competizione europea per club è spedito: superano infatti agevolmente nei sedicesimi di finale, con doppia vittoria per 3-0, le austriache del ATS SW Klagenfurt, e, con lo stesso risultato, negli ottavi di finali, le rumene del Clubul Sportiv Știința Bacău; nei quarti di finale a soccombere e la squadra serba della Ženski odbojkaški klub Crvena zvezda di Belgrado. L'Asystel Volley accede quindi alla Final Four, organizzata in casa: vince la semifinale contro il Fenerbahçe Spor Kulübü per 3-0 e poi, con lo stesso risultato, la finale, ai danni del Volejbol'nyj klub Uraločka, aggiudicandosi il trofeo per la seconda volta.

## Organigramma societario
Area direttiva
- Presidente: Antonio Caserta

Area tecnica
- Allenatore: Luciano Pedullà
- Allenatore in seconda: Alessandro Beltrami
- Scout man: Andrea Biasoli

Area sanitaria
- Medico: Stefania Valenza
- Preparatore atletico: Alessandro Orlando
- Fisioterapista: Sara Benecchi

## Rosa
| N° | Nome                | Ruolo | Data di nascita  | Nazionalità sportiva |
| -- | ------------------- | ----- | ---------------- | -------------------- |
| 1  | Sara Anzanello      | C     | 30 luglio 1980   | Italia               |
| 2  | Feng Kun            | P     | 28 dicembre 1978 | Cina                 |
| 3  | Valeria Rosso       | C     | 24 ottobre 1981  | Italia               |
| 5  | Paola Paggi         | C     | 6 dicembre 1976  | Italia               |
| 6  | Anna Podolec        | S/O   | 30 ottobre 1985  | Polonia              |
| 7  | Cristina Barcellini | S     | 20 novembre 1986 | Italia               |
| 8  | Marta Bechis        | P     | 4 settembre 1989 | Italia               |
| 9  | Letizia Camera      | P     | 1º ottobre 1992  | Italia               |
| 10 | Paola Cardullo      | L     | 13 marzo 1982    | Italia               |
| 11 | Gilda Lombardo      | S     | 2 luglio 1989    | Italia               |
| 12 | Chiara Scarabelli   | L     | 8 settembre 1993 | Italia               |
| 12 | Chiara Lapi         | C     | 3 marzo 1991     | Italia               |
| 13 | Nataša Osmokrović   | S     | 27 maggio 1976   | Croazia              |
| 14 | Margareta Kozuch    | S/O   | 30 ottobre 1986  | Germania             |
| 16 | Carolina Zardo      | L     | 16 novembre 1992 | Italia               |

## Mercato
| Acquisti | Acquisti          | Acquisti            | Acquisti   |
| R.       | Nome              | da                  | Modalità   |
| -------- | ----------------- | ------------------- | ---------- |
| P        | Feng Kun          | Beijing             | definitivo |
| S/O      | Margareta Kozuch  | Sassuolo            | definitivo |
| C        | Chiara Lapi       | Bergamo             | definitivo |
| S/O      | Anna Podolec      | Balakovskaja AĖS    | definitivo |
| C        | Valeria Rosso     | Life Milano         | definitivo |
| L        | Chiara Scarabelli | Club Italia         | definitivo |
| L        | Carolina Zardo    | S2M Volley Vercelli | definitivo |

| Cessioni | Cessioni             | Cessioni          | Cessioni   |
| R.       | Nome                 | a                 | Modalità   |
| -------- | -------------------- | ----------------- | ---------- |
| L        | Moana Ballarini      | Forlì             | definitivo |
| P        | Lindsey Berg         | -                 | ritirata   |
| P        | Monica Corbellini    | Cuatto Giaveno    | definitivo |
| C        | Anna Vania Mello     | Villa Cortese     | definitivo |
| S        | Valeska Menezes      | Karşıyaka         | definitivo |
| S/O      | Ogonna Nnamani       | Galatasaray       | definitivo |
| S/O      | Sanja Popović        | Chieri            | definitivo |
| C        | Valentina Salvia     | Santa Croce       | definitivo |
| S/O      | Katarzyna Skowrońska | Robursport Pesaro | definitivo |

## Risultati

### Serie A1

#### Girone di andata
| 1ª giornata - 12 ottobre 2008 Sporting Palace, Novara               | Asystel            | 1 - 3 | Castellana Grotte | 18-25, 25-23, 21-25, 20-25        |
| 2ª giornata - 19 ottobre 2008 Carisport, Cesena                     | Cesena             | 2 - 3 | Asystel           | 17-25, 25-18, 25-19, 16-25, 16-18 |
| 3ª giornata - 26 ottobre 2008 Palasport Città di Vicenza, Vicenza   | Vicenza            | 1 - 3 | Asystel           | 26-24, 22-25, 22-25, 18-25        |
| 4ª giornata - 2 novembre 2008 Sporting Palace, Novara               | Asystel            | 3 - 1 | Santeramo         | 26-28, 25-14, 25-18, 25-17        |
| 5ª giornata - 9 novembre 2008 PalaTriccoli, Jesi                    | Giannino Pieralisi | 3 - 1 | Asystel           | 25-23, 22-25, 25-20, 25-22        |
| 6ª giornata - 15 novembre 2008 Sporting Palace, Novara              | Asystel            | 3 - 1 | Sassuolo          | 25-19, 25-17, 24-26, 25-20        |
| 7ª giornata - 22 novembre 2008 PalaNorda, Bergamo                   | Bergamo            | 3 - 2 | Asystel           | 25-16, 13-25, 19-25, 25-23, 18-16 |
| 8ª giornata - 30 novembre 2008 Sporting Palace, Novara              | Asystel            | 3 - 2 | Sirio Perugia     | 21-25, 25-20, 25-15, 13-25, 15-7  |
| 9ª giornata - 4 dicembre 2008 PalaMaddalene, Chieri                 | Chieri             | 0 - 3 | Asystel           | 33-35, 19-25, 17-25               |
| 10ª giornata - 14 dicembre 2008 PalaDionigi, Sant'Angelo in Lizzola | Robursport Pesaro  | 3 - 2 | Asystel           | 24-26, 25-22, 25-20, 18-25, 15-10 |
| 11ª giornata - 21 dicembre 2008 Sporting Palace, Novara             | Asystel            | 3 - 0 | Busto Arsizio     | 25-21, 25-20, 25-23               |
| 12ª giornata - 26 dicembre 2008 PalaRavizza, Pavia                  | Pavia              | 1 - 3 | Asystel           | 25-21, 17-25, 20-25, 23-25        |
| 13ª giornata - 6 gennaio 2009 Sporting Palace, Novara               | Asystel            | 3 - 0 | Spes Conegliano   | 25-19, 25-17, 25-17               |

#### Girone di ritorno
| 14ª giornata - 11 gennaio 2009 PalaGrotte, Castellana Grotte   | Castellana Grotte | 3 - 0 | Asystel            | 25-20, 25-23, 25-23               |
| 15ª giornata - 18 gennaio 2009 Sporting Palace, Novara         | Asystel           | 3 - 0 | Cesena             | 25-15, 25-18, 25-23               |
| 16ª giornata - 25 gennaio 2009 Sporting Palace, Novara         | Asystel           | 3 - 0 | Vicenza            | 25-9, 25-14, 25-17                |
| 17ª giornata - 1º febbraio 2009 PalaCooper, Santeramo in Colle | Santeramo         | 1 - 3 | Asystel            | 18-25, 25-20, 20-25, 24-26        |
| 18ª giornata - 15 febbraio 2009 Sporting Palace, Novara        | Asystel           | 3 - 2 | Giannino Pieralisi | 26-28, 22-25, 25-18, 25-18, 15-12 |
| 19ª giornata - 22 febbraio 2009 PalaPaganelli, Sassuolo        | Sassuolo          | 1 - 3 | Asystel            | 17-25, 9-25, 25-22, 19-25         |
| 20ª giornata - 28 febbraio 2009 Sporting Palace, Novara        | Asystel           | 3 - 0 | Bergamo            | 25-20, 25-16, 25-12               |
| 21ª giornata - 8 marzo 2009 PalaEvangelisti, Perugia           | Sirio Perugia     | 1 - 3 | Asystel            | 23-25, 25-22, 22-25, 19-25        |
| 22ª giornata - 15 marzo 2009 Sporting Palace, Novara           | Asystel           | 3 - 0 | Chieri             | 25-22, 25-12, 25-17               |
| 23ª giornata - 21 marzo 2009 Sporting Palace, Novara           | Asystel           | 3 - 1 | Robursport Pesaro  | 9-25, 25-16, 25-23, 25-22         |
| 24ª giornata - 28 marzo 2009 PalaYamamay, Busto Arsizio        | Busto Arsizio     | 1 - 3 | Asystel            | 25-22, 19-25, 23-25, 15-25        |
| 25ª giornata - 5 aprile 2009 Sporting Palace, Novara           | Asystel           | 3 - 0 | Pavia              | 25-18, 31-29, 25-19               |
| 26ª giornata - 11 aprile 2009 Zoppas Arena, Conegliano         | Spes Conegliano   | 1 - 3 | Asystel            | 13-25, 26-24, 21-25, 16-25        |

#### Play-off scudetto
| Quarti di finale (gara 1) - 15 aprile 2009 PalaPaganelli, Sassuolo | Sassuolo          | 2 - 3 | Asystel           | 29-27, 25-21, 22-25, 25-27, 12-15 |
| Quarti di finale (gara 2) - 17 aprile 2009 Sporting Palace, Novara | Asystel           | 3 - 0 | Sassuolo          | 25-10, 28-26, 26-24               |
| Semifinali (gara 1) - 22 aprile 2009 Sporting Palace, Novara       | Asystel           | 3 - 2 | Bergamo           | 17-25, 21-25, 25-18, 25-17, 15-9  |
| Semifinali (gara 2) - 24 aprile 2009 Sporting Palace, Novara       | Asystel           | 2 - 3 | Bergamo           | 25-23, 25-20, 21-25, 20-25, 13-15 |
| Semifinali (gara 3) - 26 aprile 2009 PalaNorda, Bergamo            | Bergamo           | 3 - 0 | Asystel           | 25-13, 25-20, 25-20               |
| Semifinali (gara 4) - 28 aprile 2009 PalaNorda, Bergamo            | Bergamo           | 1 - 3 | Asystel           | 31-33, 25-22, 23-25, 22-25        |
| Semifinali (gara 5) - 30 aprile 2009 Sporting Palace, Novara       | Asystel           | 3 - 2 | Bergamo           | 22-25, 25-19, 27-25, 19-25, 15-11 |
| Finale (gara 1) - 3 maggio 2009 Adriatic Arena, Pesaro             | Robursport Pesaro | 3 - 1 | Asystel           | 26-24, 26-24, 24-26, 25-18        |
| Finale (gara 2) - 6 maggio 2009 Adriatic Arena, Pesaro             | Robursport Pesaro | 3 - 1 | Asystel           | 23-25, 25-19, 25-17, 25-23        |
| Finale (gara 3) - 9 maggio 2009 Sporting Palace, Novara            | Asystel           | 0 - 3 | Robursport Pesaro | 18-25, 18-25, 21-25               |

### Coppa Italia

#### Fase a eliminazione diretta
| Prima fase (andata) - 22 ottobre 2008 Pala167, Castellana Grotte      | Castellana Grotte  | 3 - 1 | Asystel            | 25-14, 24-26, 25-14, 25-15 |
| Prima fase (ritorno) - 29 ottobre 2008 Sporting Palace, Novara        | Asystel            | 3 - 1 | Castellana Grotte  | 20-25, 25-20, 26-24, 25-21 |
| Ottavi di finale (andata) - 19 novembre 2008 PalaTriccoli, Jesi       | Giannino Pieralisi | 3 - 0 | Asystel            | 25-21, 25-22, 25-19        |
| Ottavi di finale (ritorno) - 26 novembre 2008 Sporting Palace, Novara | Asystel            | 3 - 1 | Giannino Pieralisi | 24-26, 25-22, 25-18, 25-15 |
| Quarti di finale - 6 febbraio 2009 PalaSele, Eboli                    | Asystel            | 3 - 1 | Sassuolo           | 19-25, 27-25, 25-15, 25-22 |
| Semifinali - 7 febbraio 2009 PalaSele, Eboli                          | Asystel            | 3 - 1 | Bergamo            | 25-22, 23-25, 25-23, 28-26 |
| Finale - 8 febbraio 2009 PalaSele, Eboli                              | Robursport Pesaro  | 3 - 0 | Asystel            | 26-24, 25-23, 25-19        |

### Coppa CEV

#### Fase a eliminazione diretta
| Sedicesimi di finale (andata) - 5 novembre 2008 Sporting Palace, Novara              | Asystel       | 3 - 0 | Klagenfurt    | 25-17, 25-11, 25-21        |
| Sedicesimi di finale (ritorno) - 12 novembre 2008 Sporthalle Lerchenfeld, Klagenfurt | Klagenfurt    | 0 - 3 | Asystel       | 20-25, 17-25, 12-25        |
| Ottavi di finale (andata) - 10 dicembre 2008 Sporting Palace, Novara                 | Asystel       | 3 - 0 | Știința Bacău | 25-20, 25-17, 25-22        |
| Ottavi di finale (ritorno) - 18 dicembre 2008 Sala Sporturilor, Bacău                | Știința Bacău | 0 - 3 | Asystel       | 18-25, 11-25, 24-26        |
| Quarti di finale (andata) - 14 gennaio 2009 Sporting Palace, Novara                  | Asystel       | 3 - 1 | Stella Rossa  | 25-17, 27-29, 25-21, 25-15 |
| Quarti di finale (ritorno) - 21 gennaio 2009 Šumice Sport Center, Belgrado           | Stella Rossa  | 0 - 3 | Asystel       | 23-25, 18-25, 22-25        |
| Semifinali - 14 marzo 2009 Sporting Palace, Novara                                   | Fenerbahçe    | 0 - 3 | Asystel       | 18-25, 22-25, 22-25        |
| Finale - 15 marzo 2009 Sporting Palace, Novara                                       | Asystel       | 3 - 0 | Uraločka      | 25-18, 25-21, 25-13        |

## Statistiche

### Statistiche di squadra
| Competizione | Punti | In casa | In casa | In casa | In trasferta | In trasferta | In trasferta | Totale | Totale | Totale |
| Competizione | Punti | G       | V       | P       | G            | V            | P            | G      | V      | P      |
| ------------ | ----- | ------- | ------- | ------- | ------------ | ------------ | ------------ | ------ | ------ | ------ |
| Serie A1     | 62    | 18      | 15      | 3       | 18           | 11           | 7            | 36     | 26     | 10     |
| Coppa Italia | -     | 2       | 2       | 0       | 2            | 0            | 2            | 7      | 4      | 3      |
| Coppa CEV    | -     | 3       | 3       | 0       | 3            | 3            | 0            | 8      | 8      | 0      |
| Totale       | -     | 23      | 20      | 3       | 23           | 14           | 9            | 51     | 38     | 13     |

G = partite giocate; V = partite vinte; P = partite perse

### Statistiche dei giocatori
| S. Anzanello  | 36 | 357 | 255 | 94  | 26 | 5 | 43  | 33 | 8  | 2 | Statistiche assenti | Statistiche assenti |
| C. Barcellini | 35 | 411 | 337 | 54  | 21 | 7 | 101 | 86 | 12 | 3 | Statistiche assenti | Statistiche assenti |
| M. Bechis     | 18 | 16  | 9   | 1   | 6  | 4 | 3   | 1  | 0  | 2 | Statistiche assenti | Statistiche assenti |
| L. Camera     | 3  | 0   | 0   | 0   | 0  | 2 | 0   | 0  | 0  | 0 | Statistiche assenti | Statistiche assenti |
| P. Cardullo   | 28 | -   | -   | -   | -  | 5 | -   | -  | -  | - | Statistiche assenti | Statistiche assenti |
| K. Feng       | 20 | 81  | 45  | 24  | 12 | 5 | 14  | 7  | 5  | 2 | Statistiche assenti | Statistiche assenti |
| M. Kozuch     | 36 | 470 | 386 | 49  | 35 | 6 | 73  | 60 | 8  | 5 | Statistiche assenti | Statistiche assenti |
| C. Lapi       | 4  | 0   | 0   | 0   | 0  | 2 | 7   | 4  | 3  | 0 | Statistiche assenti | Statistiche assenti |
| G. Lombardo   | 33 | 42  | 30  | 4   | 8  | 7 | 30  | 23 | 5  | 2 | Statistiche assenti | Statistiche assenti |
| N. Osmokrović | 36 | 654 | 554 | 90  | 11 | 5 | 77  | 69 | 6  | 2 | Statistiche assenti | Statistiche assenti |
| P. Paggi      | 36 | 368 | 259 | 100 | 9  | 5 | 47  | 35 | 11 | 1 | Statistiche assenti | Statistiche assenti |
| A. Podolec    | 6  | 61  | 49  | 11  | 1  | 3 | 36  | 28 | 5  | 3 | Statistiche assenti | Statistiche assenti |
| V. Rosso      | 29 | 65  | 47  | 14  | 4  | 7 | 39  | 29 | 10 | 0 | Statistiche assenti | Statistiche assenti |
| C. Scarabelli | 13 | 2   | 1   | 1   | -  | 6 | -   | -  | -  | - | Statistiche assenti | Statistiche assenti |
| C. Zardo      | 6  | -   | -   | -   | -  | 0 | -   | -  | -  | - | Statistiche assenti | Statistiche assenti |

P = presenze; PT = punti totali; AV = attacchi vincenti; MV = muri vincenti; BV = battute vincenti